# Richard Thompson (1er baronnet)
Pour les articles homonymes, voir Richard Thompson (homonymie) et Thompson.
Richard Hilton Marler Thompson, 1er baronnet (5 octobre 1912 - 15 juillet 1999) est un homme politique conservateur britannique.

## Biographie
Thompson est né à Chesterfield Derbyshire, fils de Richard South Thompson (1868 - 1952) et de Kathleen Hilda née Marler (décédée en 1916). Il fait ses études au Malvern College et en Inde, en Birmanie et au Sri Lanka et travaille à Calcutta et en Extrême-Orient dans les affaires. Pendant la Seconde Guerre mondiale, il sert dans la Royal Navy en tant que marin ordinaire et devient lieutenant-commandant dans la Royal Naval Reserve. Il sert à bord du HMS Hermione en 1942 lorsque le navire est coulé alors qu'il fait partie du convoi de Malte. Il devient directeur de deux maisons d'édition et est administrateur du British Museum.
Thompson est élu député de Croydon West en 1950, battant le député travailliste David Rees-Williams, puis pour le nouveau siège de Croydon South en 1955. Il entre au bureau des whips en tant que whip junior en 1952, puis en tant que Lord Commissioner of the Treasury en 1954 et vice-Chamberlain of the Household en 1956. Il est secrétaire parlementaire du ministère de la Santé de 1957 à 1959, sous-secrétaire d'État aux relations avec le Commonwealth de 1959 à 1960 et secrétaire parlementaire du ministère des Travaux de 1960 à 1962 .
En 1963, il est créé baronnet, de Reculver dans le comté de Kent.
Thompson perd son siège au profit de David Winnick du Labour en 1966, mais le reprend en 1970. Il prend sa retraite aux élections générales de février 1974.

## Famille
Thompson épouse Anne Christabel de Vere Annesley le 9 août 1939 à Blean Kent, la fille de Philip de Vere Annesley (1879 - 1949) et de Christabel Charlotte née Tomson (1887 - 1955). Il est décédé le 15 juillet 1999 à Ashford Kent, Anne Christabel est décédée en février 2003 à Kingston upon Thames.
Il est remplacé par son fils unique Nicholas Annesley Marler Thompson né le 19 mars 1947 à Bridge Kent, qui hérite du titre de baronnet en 1999. Nicholas est président du comité exécutif du Conseil permanent du Baronetage. Il épouse Venetia Catherine Heathcote (née le 22 avril 1951), fille de John Horace Broke Heathcote (28 décembre 1910 - 30 mai 2003) et Dorelle Geraldine née Rice (13 mars 1913 - 11 mai 2007) le 10 décembre 1982 à l'église St Margaret's Westminster. Ils ont quatre enfants:
- Simon William Thompson (né le 10 juin 1985)
- Charles Frederick Thompson (né le 25 novembre 1986)
- David Jonathan Thompson (né le 20 avril 1990)
- Emma Louise Thompson (née le 24 juillet 1991)